# گوداله سربروس
گوداله‌های سربروس (به انگلیسی: Cerberus Fossae)
مجموعه‌ای از ترک‌های تقریباً موازی در سیارهٔ مریخ هستند که بوسیلهٔ گسله‌هایی ایجاد شده که پوستهٔ سطحی را در منطقهٔ سربروس (۹ ° N, 197 ° W) پس کشیده و از هم جدا کرده‌اند. وسعت آن‌ها ۱۲۳۵ کیلومتر است و در مرکز در ۱۱٫۲۸ درجه شمالی و ۱۶۶٫۳۷ درجهٔ غربی قرار دارند. طول شمالی‌ترین آن‌ها ۱۶٫۱۶ درجه شمالی و عرض جغرافیایی جنوبی آن ۶٫۲۳ درجه است. طول و عرض جغرافیایی شرقی و غربی آن‌ها به ترتیب ۱۷۴٫۷۲ ° E و ۱۵۴٫۴۳ ° E است. آن‌ها را می‌توان در چهارگوش الیسیوم مشاهده کرد.
موج‌هایی که در پایین گسله‌ها دیده می‌شوند، ماسه‌ای هستند و توسط باد به وجود می‌آیند.
مدل‌سازی شمارشی نیروهای مؤثر در پوستهٔ مریخ نشان می‌دهد که عامل اصلی ایجاد این گسل، تغییر شکل پوسته ناشی از آتشفشان‌های تارسیس به سمت شرق است. گسل‌ها کاملاً جوان هستند، آن‌ها راه خود را با عبور از ویژگی‌های از قبل موجود، مانند تپه‌های تارتاروس مونتس و دامنهٔ گدازه‌ای جنوب شرقی الیسیم مون، می‌گشایند.